# Interferometr Kapicy-Diraca-Talbota-Lau
Interferometr Kapicy-Diraca-Talbota-Lau – interferometr wykorzystywany do demonstracji i badania zjawisk falowych przy użyciu ciężkich (rzędu 10 tysięcy jednostek masy atomowej) cząsteczek organicznych (fulerenów i fluorofulerenów).
Interferometr ten zbudowany jest jak interferometr Talbota-Lau, czyli ma 3 siatki dyfrakcyjne (pierwsza, używana zamiast przesłony ze szczelinami, formuje koherentny strumień cząsteczek, druga służy do dyfrakcji, a trzecia, przesuwana, umożliwia zmianę obrazu, co ułatwia jego analizę).
Środkową siatkę stanowi fala stojąca generowana przez promień lasera padający na zwierciadło. Dyfrakcję materii na stojącej fali świetlnej przewidzieli Piotr Kapica i Paul Dirac w 1933 (efekt Kapicy-Diraca).